# Burgui
Burgui in castigliano e Burgi in basco, è un comune spagnolo di 233 abitanti situato nella comunità autonoma della Navarra.